# Caladenia xanthochila
Caladenia xanthochila là một loài thực vật có hoa trong họ Lan. Loài này được D.Beards. & C.Beards. mô tả khoa học đầu tiên năm 1992.